# Deerfield (Wisconsin)
Deerfield  ist eine Gemeinde (mit dem Status „Village“) im Dane County im US-amerikanischen Bundesstaat Wisconsin. Im Jahr 2010 hatte Deerfield 2319 Einwohner.
Deerfield ist Bestandteil der Metropolregion Madison.

## Geografie
Deerfield liegt im mittleren Süden Wisconsins, im östlichen Vorortbereich von dessen Hauptstadt Madison. Der am Mississippi gelegene Schnittpunkt der drei Bundesstaaten Wisconsin, Iowa und Illinois liegt 171 km westsüdwestlich.
Die geografischen Koordinaten von Deerfield sind 43°03′07″ nördlicher Breite und 89°04′32″ westlicher Länge. Das Gemeindegebiet erstreckt sich über eine Fläche von 5,75 km². Die Gemeinde wird vollständig von der Town of Deerfield umgeben, ohne dieser anzugehören.
Das Zentrum von Madison liegt 34,3 km westlich. Nachbarorte von Deerfield sind Marshall (13,6 km  nördlich), Waterloo (20,5 km nordnordöstlich), Lake Mills (18,6 km östlich), Cambridge (8,9 km südöstlich), Rockdale (12,6 km südsüdöstlich), Stoughton (25,1 km südwestlich), McFarland (22,2 km westlich), Cottage Grove (15,1 km westnordwestlich) und Sun Prairie (25,1 km nordwestlich).
Die nach Madison nächstgelegenen weiteren Großstädte sind Green Bay (211 km nordöstlich), Milwaukee (106 km östlich), Chicago (209 km südöstlich) und Rockford (94,8 km südlich).

## Verkehr
Unweit des südlichen Ortsrands verlaufen auf einer gemeinsamen Strecke die U.S. Highways 12 und 18. Einige Kilometer weiter nördlich verläuft in West-Ost-Richtung die Interstate 94. Der von Nord nach Süd verlaufende Wisconsin State Highway 73 bildet die Hauptstraße des Ortes. Alle weiteren Straßen sind untergeordnete Landstraßen, teils unbefestigte Fahrwege sowie innerörtliche Verbindungsstraßen.
Durch Deerfield führt mit dem Glacial Drumlin State Trail ein auf einer ehemaligen Eisenbahnstrecke der Chicago and North Western Railway verlaufender Rail Trail für Wanderer und Radfahrer. Im Winter kann der Wanderweg auch mit Schneemobilen befahren werden.
Der nächste Flughafen ist der Dane County Regional Airport in Madison (32,5 km westnordwestlich).

## Bevölkerung
Nach der Volkszählung im Jahr 2010 lebten in Deerfield 2319 Menschen in 884 Haushalten. Die Bevölkerungsdichte betrug 403,3 Einwohner pro Quadratkilometer. In den 884 Haushalten lebten statistisch je 2,62 Personen. 
Ethnisch betrachtet setzte sich die Bevölkerung zusammen aus 95,6 Prozent Weißen, 1,0 Prozent Afroamerikanern, 0,6 Prozent amerikanischen Ureinwohnern, 0,8 Prozent Asiaten sowie 0,6 Prozent aus anderen ethnischen Gruppen; 1,3 Prozent stammten von zwei oder mehr Ethnien ab. Unabhängig von der ethnischen Zugehörigkeit waren 3,3 Prozent der Bevölkerung spanischer oder lateinamerikanischer Abstammung. 
27,8 Prozent der Bevölkerung waren unter 18 Jahre alt, 64,8 Prozent waren zwischen 18 und 64 und 7,4 Prozent waren 65 Jahre oder älter. 49,3 Prozent der Bevölkerung war weiblich.
Das mittlere jährliche Einkommen eines Haushalts lag bei 67.734 USD. Das Pro-Kopf-Einkommen betrug 25.904 USD. 6,5 Prozent der Einwohner lebten unterhalb der Armutsgrenze.